# Валтошино
Валто́шино — деревня в Старорусском районе Новгородской области. Входит в состав Наговского сельского поселения.
Расположена на левом берегу реки Псижи, в 7,8 км от юго-западного берега озера Ильмень.
В деревне насчитывается около 30 дворов. До апреля 2010 года деревня входила в состав ныне упразднённого Бурегского сельского поселения.

## Население
| 2009 | 2010 |
| ---- | ---- |
| 9    | ↘8   |